# Ana Urquijo Elorriaga
Ana Urquijo Elorriaga (Bilbao, 16 agosto 1957) è un'avvocatessa e agente immobiliare spagnola, nota per essere stata, dal 28 settembre 2006 al 12 luglio 2007, la prima presidentessa donna dell'Athletic Club, squadra di calcio della città di Bilbao che milita nella Liga spagnola.
La sua passione per il calcio nasce da bambina, quando accompagnava il padre allo stadio a vedere le partite. Nel 1969, a soli dodici anni, riceve la tessera del club, diventandone socia a tutti gli effetti. Nel 1990 è la prima donna a entrare nella giunta direttiva del club fino al 2006 anno in cui diventa presidente, subentrando al dimissionario Fernando Lamikiz.
Non è la prima donna presidente nella storia della Liga: la prima fu María Teresa Rivero, che divenne presidentessa del Rayo Vallecano nel 1994 subentrando al marito.
Il compito della Urquijo è quello di risanare il bilancio e ricreare una squadra competitiva come quella che vinse due scudetti negli anni ottanta. Già dopo la dodicesima partita di campionato avviene la decisione di esonerare l'allenatore Félix Sarriugarte (dopo una sconfitta in casa per 1-3 contro il Siviglia) e di ingaggiare l'allenatore José Esnal "Mané".
Diede anche un grande impulso alla costruzione del nuovo Stadio di San Mamés.
Alla fine della stagione 2006/07, precisamente il 12 luglio, viene sostituita dal neoeletto presidente Fernando García Macua.